# 아이슬란드 사가

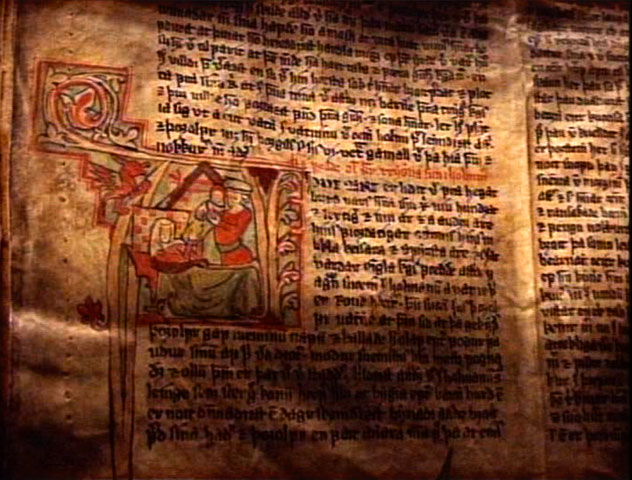

아이슬란드 사가(아이슬란드어: Íslendingasögur, 영어: Sagas of Icelanders)는 10세기에서 11세기에 걸친 아이슬란드의 역사를 소재로 한 사가들이다. 가족 사가(family sagas)라고도 한다. 포르날다르 사가와 함께 사가의 양대산맥을 이룬다.
아이슬란드 사가들은 13세기에서 14세기 사이에 창작되었으며, 아이슬란드어 문학에서 가장 잘 알려진 표본들이기도 하다. 노르웨이의 미발왕 하랄을 피해 아이슬란드로 도피한 사람들의 황량한 아이슬란드에서 청작하고 생존하기 위한 노력과, 그들의 뒷 세대들이 아이슬란드 땅에서 벌이게 되는 분쟁들이 주된 내용이다.
《에길의 사가》는 주인공 에길 스칼라그림손의 후손인 스노리 스투를루손이 쓴 것으로 추측되지만, 나머지 아이슬란드 사가들은 모두 그 저자가 불명이다.